# Väre (byggnad)
Väre (Skimmer) är en byggnad mellan Otsvängen 1 och Datavägen 1 i Otnäs i Esbo, Finland. Väre är en del av Aalto-universitetets huvudcampus och färdigställdes i juni 2018.Kostnaden för Väre-projektet var drygt 110 miljoner euro. Väre är därmed det största byggprojektet i Otnäs sedan grundandet av Tekniska högskolan, Helsingfors, ritad av Alvar Aalto 1965 och 1975. Det är bland andra Aalto-universitetets högskola för konst, design och arkitektur, som tidigare fanns vid Arabiastranden i Helsingfors, som har sina lokaler i Väre-byggnaden. Väre invigdes och öppnades för allmänheten den 5 september 2018.
Andra nya byggprojekt inom campuset är totalrenoveringen av gamla utrymmen för Högskolan för elektroteknik i Otsvängen 5 för tillväxtföretagscentret A Grid, Metrocenter (integrerat med Väre), och ett nytt hus för Aalto-universitetets handelshögskola, Aalto BIZ, som flyttar till campuset från Främre Tölö i Helsingfors.
Aalto-universitetets metrostation nås från östra sidan av Väre. Det kommer också att finnas en hållplats för Spårjokern, en planerad snabbspårväg, i anslutning till byggnaden.
Vid metrocentret på Väres gatuplan kommer det att finnas kommersiella lokaler på en yta om cirka 6 000 kvadratmeter. Byggnadens bruttoarea är 33 000 kvadratmeter. Metrocentret kommer att härbärgera en stormarknad och andra affärer samt serviceinrättningar av olika slag, såsom kaféer och restauranger.
Väre är ritad av arkitektbyrån Verstas Arkitekter, som vann en internationell arkitekttävling 2012─2013 om det nya campuset, i konkurrens med 188 andra tävlingsbidrag. Byggnaden är konstruerad av 23 hopbyggda, rektangulära, byggklossliknande delar av varierande höjd, som följer terrängen. Trappan mellan de olika våningarna har en central placering i huset. Det finns solpaneler på taket, och byggnaden är till 90 procent självförsörjande vad gäller uppvärmning och avkylning.

## Bildgalleri

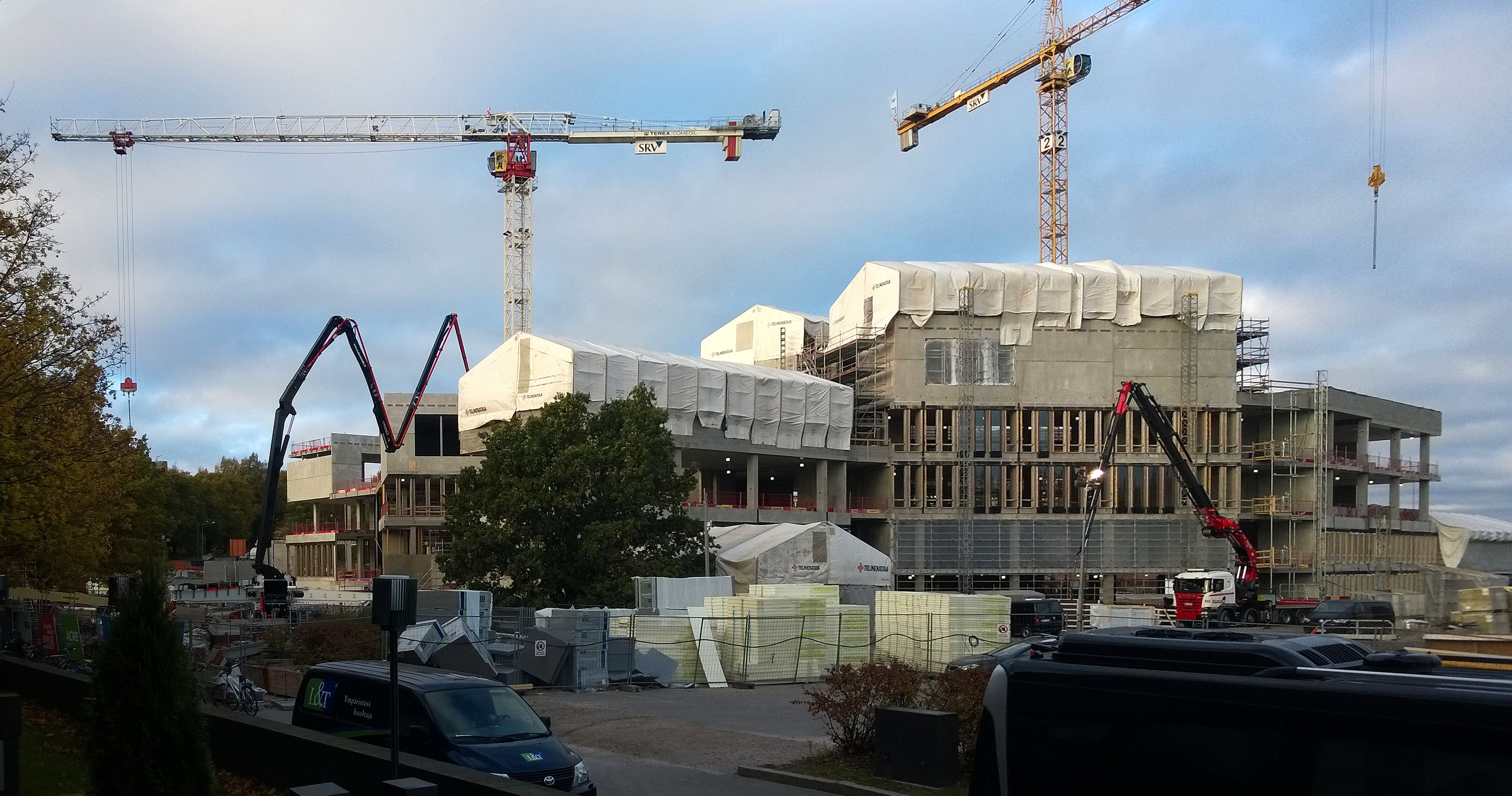
Byggarbetsplatsen Väre i oktober 2016
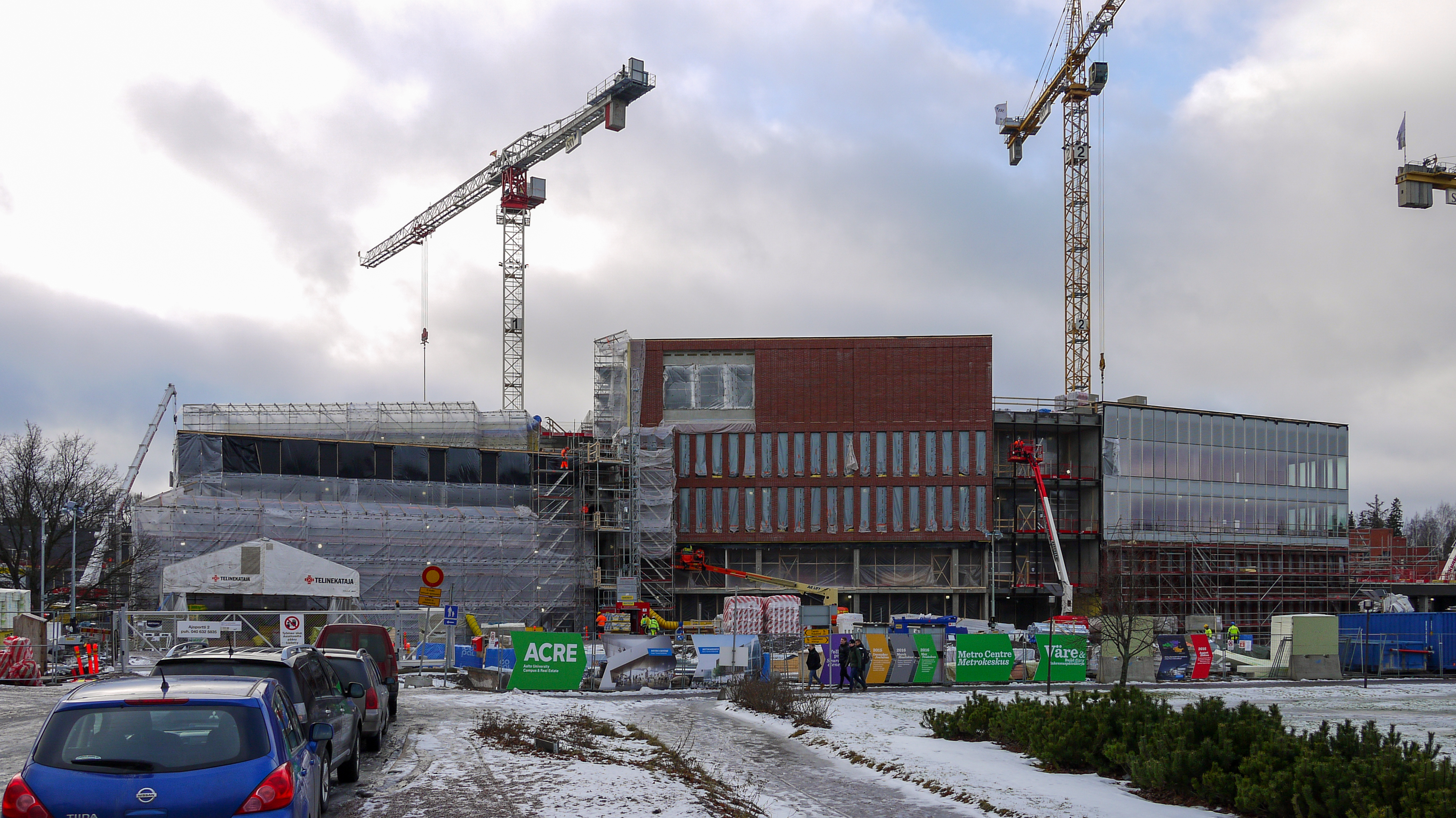
Byggarbetsplatsen Väre i januari 2017